# Doni
Doniéber Alexander Marangon, eller Doni, född 22 oktober 1979 i Jundiaí i Brasilien, är en brasiliansk före detta fotbollsmålvakt som under sin karriär bland annat spelade i Liverpool och för det brasilianska landslaget.

## Spelarkarriär
Doni vaktade målet för Brasilien när de vann Copa América 2007, med Helton som andremålvakt. Från början var tanken att Helton skulle vara första val, men bara en stund innan matchen mot Mexiko gjordes ändringen. Doni visade god form och fick således vara nummer 1 för resten av turneringen. Han gjorde bl.a. två räddningar vid straffsparkar mot Uruguay i semifinalen, vilket tog laget till final. I finalen besegrades favoriterna Argentina med 3–0. 

### Liverpool
Den 15 juli 2011 stod det klart att Doni skrivit på ett tvåårskontrakt med Liverpool FC. Doni kom till Liverool på fri transfer. Doni gjorde sin Premier League debut den 7 april hemma mot Aston Villa. Matchen slutade 1-1. Doni fick återigen vakta målet i Premier League, dagar efter sin debut. Men i 24 minuten drar brasilianaren på sig en friläges utvisning och blir avstängd i en match. 

## Meriter
Liverpool FC
- Engelska Ligacupen 2011/2012

### Corinthians
- Brasilianska cupen: 2002
- Torneio Rio-São Paulo: 2002
- Campeonato Paulista: 2003

### AS Roma
- Coppa Italia: 2007
- Italienska supercupen: 2007

### Brasiliens landslag
- Copa América: 2007

## Fotnoter
1. ↑  ”Reds complete Doni deal”. liverpoolfc.tv. Arkiverad från originalet den 17 juli 2011. https://web.archive.org/web/20110717001108/http://www.liverpoolfc.tv/news/latest-news/reds-complete-doni-deal. Läst 15 juli 2011.